# Uvaria longipes
Uvaria longipes är en kirimojaväxtart som först beskrevs av William Grant Craib, och fick sitt nu gällande namn av L. L. Zhou, Y. C. F. Su och R. M. K. Saunder. Uvaria longipes ingår i släktet Uvaria och familjen kirimojaväxter. Inga underarter finns listade i Catalogue of Life.